# СуперБобровы
«Су́перБобро́вы» — российский супергеройский фильм производства OOO «КЕЙСТОУН ПРОДАКШН ГРУП» по заказу OOO «Фильмы навсегда» при участии АО «ВБД Груп».
Премьера фильма состоялась 17 марта 2016 года. Премьера на СТС — 13 декабря 2016 года. Слоган фильма: «Вместе мы сила».

## Сюжет
Олег затопил перегруженный контрабандной икрой катер и должен возместить убыток под угрозой продажи на органы в Китае. Он хочет взять кредит в банке, в котором работает его невеста Света, но ему отказывают, так как у него и так много непогашенных кредитов. Они едут к отцу Светы, Борису Алексеевичу Боброву. Тот изрядно надоедает Олегу своими песнями. Вскоре в дом Бобровых попадает метеорит, который даёт им сверхспособности: отец семейства Борис Бобров получает возможность телепортироваться, его сын Толик обретает способность понимать языки животных (в частности собак), а его дочери — Саша, Рита и Света получают соответственно суперсилу, возможность летать и невидимость, Олег же — способность пускать из пальца струйку воды; одновременно с этим умирает Павел Григорьевич Кортуков — тесть Бориса; через некоторое время он оживает и оказывается, что теперь он бессмертен. Все эти способности действуют только при условии, что все их обладатели находятся вместе.
Чтобы помочь Олегу, Бобровы решают ограбить банк, где работает Света, использовав лишь её невидимость, но в другом банковском филиале, чтобы она осталась вне подозрений. Кроме того, члены семьи требуют исполнить личные желания: малолетняя Саша хочет на свидание с женихом сестры в ресторан, Рита — выступить в театре с номером полёта, Толик — попасть в армию, подальше от семьи, а дед хочет наконец умереть, чтобы встретиться с душой своей покойной жены, для чего заключает договор о кремации с похоронным бюро, куда его труп должны будут доставить с места обнаружения согласно приколотой к одежде записке. Первая попытка ограбления банка, для которой семья обязалась всего лишь посидеть рядом в машине, срывается из-за того, что старший Бобров неверно паркуется, провоцирует конфликт и необходимость уехать, а Света таким образом едва не попадается на способности к невидимости. После этого Рита собирается выступить в театре, но в последний момент пугается наплыва публики и улетает, подставляя Олега перед контрабандистами во главе с Валерой, те избивают его публично, в результате Олег отказывается иметь дальнейшие дела с Бобровыми и уходит. Оскорблённые Бобровы силой берут его в заложники и заставляют участвовать в новом ограблении. Вторая попытка совершается без плана, варварским способом, силами всей семьи.
Семья пытается проститься с дедом, но не готова выдержать сцену его смерти, снова приближаясь и возвращая деда к жизни, пока, вконец измученный, он не шантажирует их, что будто бы «вызвал милицию» и разоблачит грабёж, если его не покинут. Тогда, едва отъехав в автомобиле, Света требует вернуть только что украденные деньги, чтобы всех «оставили в покое», у деда не было возможности шантажа и «жизнь продолжалась по-прежнему». Единственным не согласным оказывается Олег, оскорблённая Света при поддержке семьи выгоняет его вместе с их двойной долей денег. Олег откупается от контрабандистов и хочет улететь из страны с оставшимся миллионом долларов, но видит телерепортаж о задержании «семьи грабителей» в похоронном бюро, откуда они пытались выкупить труп деда, но не поверивший в предложенную ими сумму глава бюро вызвал полицию. Олег торгуется за труп в похоронном бюро, где глава требует у него все оставшиеся деньги. Олег и глава бюро непримиримо скандалят, после чего Олег вместе с мёртвым дедом заходит в зал суда. Дед опять оживает, Бобровы возвращают свои силы и устраивают разрушительный побег. В ходе полицейской погони Бобровым удаётся скрыться из виду сотрудников полиции.
Олег договаривается с контрабандистами о переправке в грузовом контейнере всей семьи в Таиланд.

## В ролях
| Актёр                  | Роль                                                     |
| ---------------------- | -------------------------------------------------------- |
| Павел Деревянко        | Олег                                                     |
| Оксана Акиньшина       | Света Боброва                                            |
| Роман Мадянов          | Борис Алексеевич Бобров отец семейства                   |
| Владимир Толоконников  | Павел Григорьевич Кортуков дед, тесть Бориса Алексеевича |
| Ирина Пегова           | Рита Боброва                                             |
| Даниил Вахрушев        | Толик Бобров                                             |
| Софья Мицкевич         | Саша Боброва                                             |
| Виталий Кищенко        | контрабандист Валера                                     |
| Александр Карпиловский | врач                                                     |
| Анжела Белянская       | риэлтор                                                  |
| Павел Ворожцов         | кассир                                                   |
| Максим Заусалин        | инкассатор                                               |
| Дмитрий Межевич        | алкоголик                                                |
| Алексей Матошин        | прокурор                                                 |
| Ольга Ергина           | Тамара                                                   |
| Владимир Малюгин       | каскадёр                                                 |

## Создание
Авторы идеи комедии — Александр Трофимов и Виталий Шляппо. Первоначально планировалось реализовать эту идею в виде сериала, однако в итоге было решено снять фильм.
Съёмки проходили в Москве, Подмосковье, Новороссийске, Владимире, Геленджике.

## Критика
Фильм получил смешанные оценки критиков.